# HJ-12
Хунцзянь-12 (кит. упр. 红箭-12, пиньинь Hóng Jiàn-12, палл. Хунцзянь-12, буквально: «Красная стрела 12») — китайский противотанковый ракетный комплекс третьего поколения с инфракрасной головкой самонаведения, работающий по принципу «выстрелил и забыл».

## Описание
Хунцзянь-12 противотанковая управляемая ракета третьего поколения разработанная корпорацией Norinco. ПТУР работает по принципу «выстрелил и забыл» c захватом цели до пуска. Захват производится инфракрасной головкой самонаведения. После пуска ракеты, оператор ПТРК может сменить позицию или установить новую ракету. Технология позволяет снизить потери операторов и повысить их мобильность.
Боеголовка использует тандемный поражающий элемент со способностью пробивать 1100 мм гомогенной стальной брони за динамической защитой. При поражении бронецелей, ракета ориентирована на попадание в верхнюю проекцию цели, которая является наиболее уязвимой частью бронетехники. Таким образом, Хунцзянь-12 представляет комбинацию ракет Javelin и Spike. Для борьбы с укрытиями и укреплениями, ракета может оснащаться боеголовками с фугасной боевой частью.

## Характеристики
- Эффективная дальность днём, м: 4000[2]
- Эффективная дальность ночью, м: 2000[2]
- Масса общая, кг: 22[2]
- Масса прицела, кг: 5[2]
- Масса ракеты, кг: 17[2]
- Длина ракеты, м: 0,98[2]
- Длина тубуса, м: 1,2[2]
- Диаметр ракеты, мм: 135[2]